# Benimodo
Benimodo és un municipi del País Valencià, que es troba a la comarca de la Ribera Alta.

## Geografia
Situat al sud-est de les llomes de la serra del Caballó, en la ribera del Xúquer. La superfície del terme és plana, i només moderadament accidentada per l'oest, en les llomes de la Vaquera. Fora dels límits del municipi es troba la partida de Ressalany, on naix el riu Verd. La rambla Seca travessa el terme pel nord del poble.
A Benimodo trobem els Ullals del Riu Verd, declarats l'any 2008 Paratge Natural Municipal, amb una superfície de 2,26 ha. És una zona humida, que determina tot l'ecosistema del lloc, de gran valor ecològic i paisatgístic, per la seva singularitat en un entorn agrícola. Els Ullals del Riu Verd, Lloc d'Interès Comunitari, comprèn, a més de la zona un tram del mateix riu.
El terme municipal limita amb Alberic, Alzira, l'Alcúdia, Carlet, Guadassuar, Massalavés i Tous.

## Història
Com indica el seu nom la fundació és àrab. Rere la conquesta, Jaume I la donà a Pere de Montagut; en 1330 apareix hi ha la primera notícia documentada de Benimodo en què se l'esmenta com a llogaret poblat per moriscs sota senyoriu de Pelegrí de Montagut, senyor de Carlet. Posteriorment passa als Vilanova, els quals, en 1362, la van vendre, juntament amb Carlet, a la ciutat de València. El 1375 va ser comprada pels Castellví. Els agermanats d'Alzira la saquejaren en 1522. Just abans de l'expulsió dels moriscs comptava amb 150 cases, segons el Cens de Caracena. La següent notícia sobre població és de 1715 en què comptava amb 405 veïns al poble actual; pel que respecta al lloc conegut com El Ressalany mai més no ha tornat a repoblar-se.

## Demografia
| 1990  | 1992  | 1994  | 1996  | 1998  | 2000  | 2002  | 2004  | 2006  | 2007  |
| ----- | ----- | ----- | ----- | ----- | ----- | ----- | ----- | ----- | ----- |
| 1.692 | 1.711 | 1.766 | 1.757 | 1.760 | 1.807 | 1.821 | 2.019 | 2.098 | 2.141 |

## Economia
L'economia és bàsicament agrícola. Cavanilles ja parla en les seues Observacions (finals del segle xviii) de producció de raïm, olives, garrofes i secà en general. A hores d'ara, gràcies a la construcció de séquies i canals per al reg predomina el regadiu: tarongers i fruiters. Hi ha també una incipient activitat ramadera i alguna fàbrica.

## Política i Govern

### Composició de la Corporació Municipal
El Ple de l'Ajuntament està format per 11 regidors. En les eleccions municipals de 26 de maig de 2019 foren elegits 7 regidors del Partit Popular (PP) i 4 del Partit Socialista del País Valencià (PSPV-PSOE).
| Eleccions municipals de 26 de maig de 2019 - Benimodo                                                                         |                                          |                                     |                                     |        |          |          |
| Candidatura | Candidatura                              | Candidatura                         | Cap de llista                       | Vots   | Vots     | Regidors |
| | Partit Popular                           |                                     | Francisco Teruel Machí              | 814    | 64,50%   | 7 ()     |
| | Partit Socialista del País Valencià-PSOE |                                     | Enrique Ortega García               | 419    | 33,20%   | 4 ()     |
| | Vots en blanc                            |                                     |                                     | 29     | 2,30%    |          |
| Total vots vàlids i regidors                                                                                                  | Total vots vàlids i regidors             | Total vots vàlids i regidors        | Total vots vàlids i regidors        | 1.262  | 100 %    | 11       |
| | Vots nuls                                | Vots nuls                           | Vots nuls                           | 34     | 2,62%    |          |
| Participació (vots vàlids més nuls)                                                                                           | Participació (vots vàlids més nuls)      | Participació (vots vàlids més nuls) | Participació (vots vàlids més nuls) | 1.296  | 72,44%** |          |
| Abstenció | Abstenció                                | Abstenció                           | Abstenció                           | 493*   | 27,56%** |          |
| Total cens electoral | Total cens electoral                     | Total cens electoral                | Total cens electoral                | 1.789* | 100 %**  |          |
| Alcalde: Francisco Teruel Machí (PP) (15/06/2019)                                                                             |                                          |                                     |                                     |        |          |          |
| Fonts: JEC, JEZ Alzira. M. Interior, Periòdic Ara. (* No són vots sinó electors. ** Percentatge respecte del cens electoral.) |                                          |                                     |                                     |        |          |          |

### Alcaldes
Des de 2011 l'alcalde de Benimodo és Francisco Teruel Machí (PP).
| Període                       | Alcalde o alcaldessa     | Partit polític | Data de possessió | Observacions |
| ----------------------------- | ------------------------ | -------------- | ----------------- | ------------ |
| 1979–1983                     | Manuel Bertí Pascual     | PSPV-PSOE      | 19/04/1979        | --           |
| 1983–1987                     | Manuel Bertí Pascual     | PSPV-PSOE      | 28/05/1983        | --           |
| 1987–1991                     | Manuel Bertí Pascual     | PSPV-PSOE      | 30/06/1987        | --           |
| 1991–1995                     | Manuel Bertí Pascual     | PSPV-PSOE      | 15/06/1991        | --           |
| 1995–1999                     | Manuel Bertí Pascual     | PSPV-PSOE      | 17/06/1995        | --           |
| 1999–2003                     | Manuel Bertí Pascual     | PSPV-PSOE      | 03/07/1999        | --           |
| 2003–2007                     | José Luis Sanchis Oliver | PSPV-PSOE      | 14/06/2003        | --           |
| 2007–2011                     | José Luis Sanchis Oliver | PSPV-PSOE      | 16/06/2007        | --           |
| 2011–2015                     | Francisco Teruel Machí   | PP             | 11/06/2011        | --           |
| 2015–2019                     | Francisco Teruel Machí   | PP             | 13/06/2015        | --           |
| 2019-2023                     | Francisco Teruel Machí   | PP             | 15/06/2019        | --           |
| Des de 2023                   | n/d                      | n/d            | 17/06/2023        | --           |
| Fonts: Generalitat Valenciana |                          |                |                   |              |

## Monuments
L'Església de la Immaculada Concepció (Benimodo) és el principal monument de Benimodo. Està construïda en maçoneria i faixes horitzontals de carreus i rajoles, d'una sola nau amb voltes oblongues de tradició gòtica, tot i que va començar a ser edificada a les darreries del segle xviii. Al seu interior hi ha un quadro pintat a l'oli del fill de Benimodo, rector Soria, original d'un deixeble de Joaquim Sorolla i Bastida. El retaule de l'altar major va ser incorporat l'any 1734 i va ser fet al taller de l'escultor Manuel Vergara.

## Festes i celebracions
- Festes Majors. Se celebren del 22 al 25 d'agost en honor dels seus patrons Sant Felip Benici, Sant Bernat i la Divina Aurora.
- Bous al Carrer. Són les segones festes en importància, després de les Majors, que se celebren a mitjan mes de setembre. Es caracteritzen per la muntada de cadafals d'una plaça a l'altra, que és l'escenari on se celebren les corregudes de vaquetes i on es realitza el bou embolat.

## Parcs i Paratges naturals de Benimodo
| Nom                                 | Protecció                 | Conjunt protegit | Extensió (ha)        | Localització                                                              | Codi | Imatge |
| ----------------------------------- | ------------------------- | --- | -------------------- | ------------------------------------------------------------------------- | --- | --- |
| Ullals del Riu Verd                 | Paratge natural municipal | Zona humida Naixement del Riu Verd, LIC Ullals del Riu Verd | 2,26                 | Benimodo (Ribera Alta) 39° 08′ 45″ N, 0° 31′ 59″ O / 39.14584°N,0.53312°O | ES520424 | {{ca\|Ullals del Riu Verd (Benimodo)}} · {{WLE-AD-ES\|ES520424}} · {{Object location dec\|39.14584\|-0.53312\|region:ES-VC_type:forest_dim:400_source:cawiki}} · [[Categoria:Natural heritage sites in Spain]] |
| Parc Natural de les Coves del Truig | Parc natural              | Tres emplaçaments arqueològics: el Poblat del Puntal del Barranc de les Coves (Bronze Inicial); El Puntal del Barranc de les Coves, d'època indeterminada i les Coves del Truig (Bronze Ple) | Benimodo Ribera Alta |                                                                           | {{ca\|Parc Natural de les Coves del Truig}} · {{WLE-AD-ES\|{{{codi}}}}} · {{Object location dec\|\|\|region:_type:_source:cawiki}} · [[Categoria:Natural heritage sites in Spain]] | |

## Altres llocs d'interés
- A l'Alteró de la Sénia hi ha un jaciment arqueològic del segle i dC. d'època romana, registrat per la Direcció General de Patrimoni Artístic de la Generalitat Valenciana l'any 2000, s'han trobat materials ceràmics en superfície. A més, els llauradors de la zona parlen de paviments de llosetes romboïdals, ceràmica i ossos.[10]

## Fills il·lustres
- Abel Buades Vendrell (Benimodo, 1977), futbolista.
- Rafael Armengol (Benimodo, 1940), pintor.
- Rafa Martínez Primo (Benimodo, 1959), pintor.

## Mosaics als carrers de Benimodo

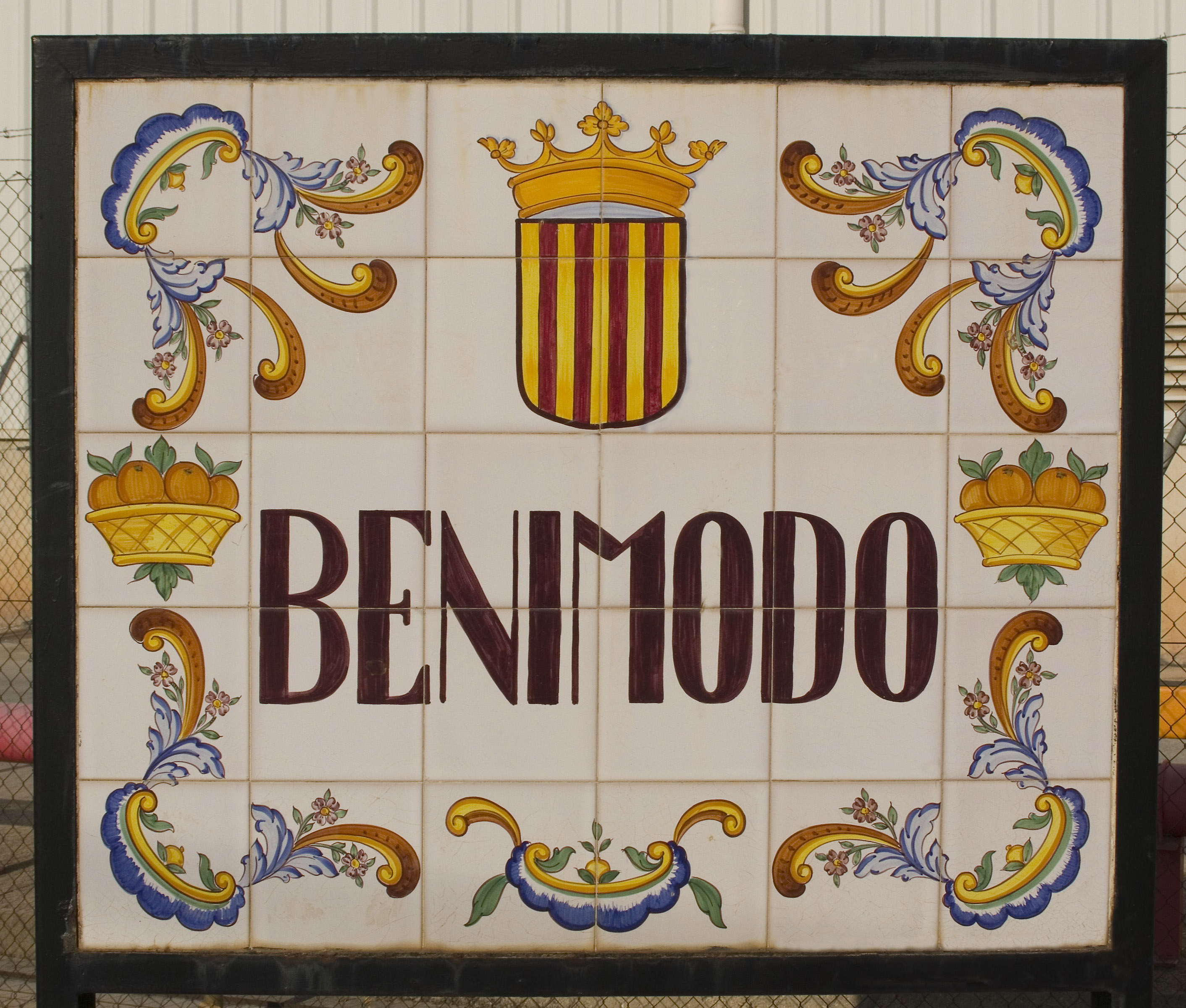
Entrada a Benimodo
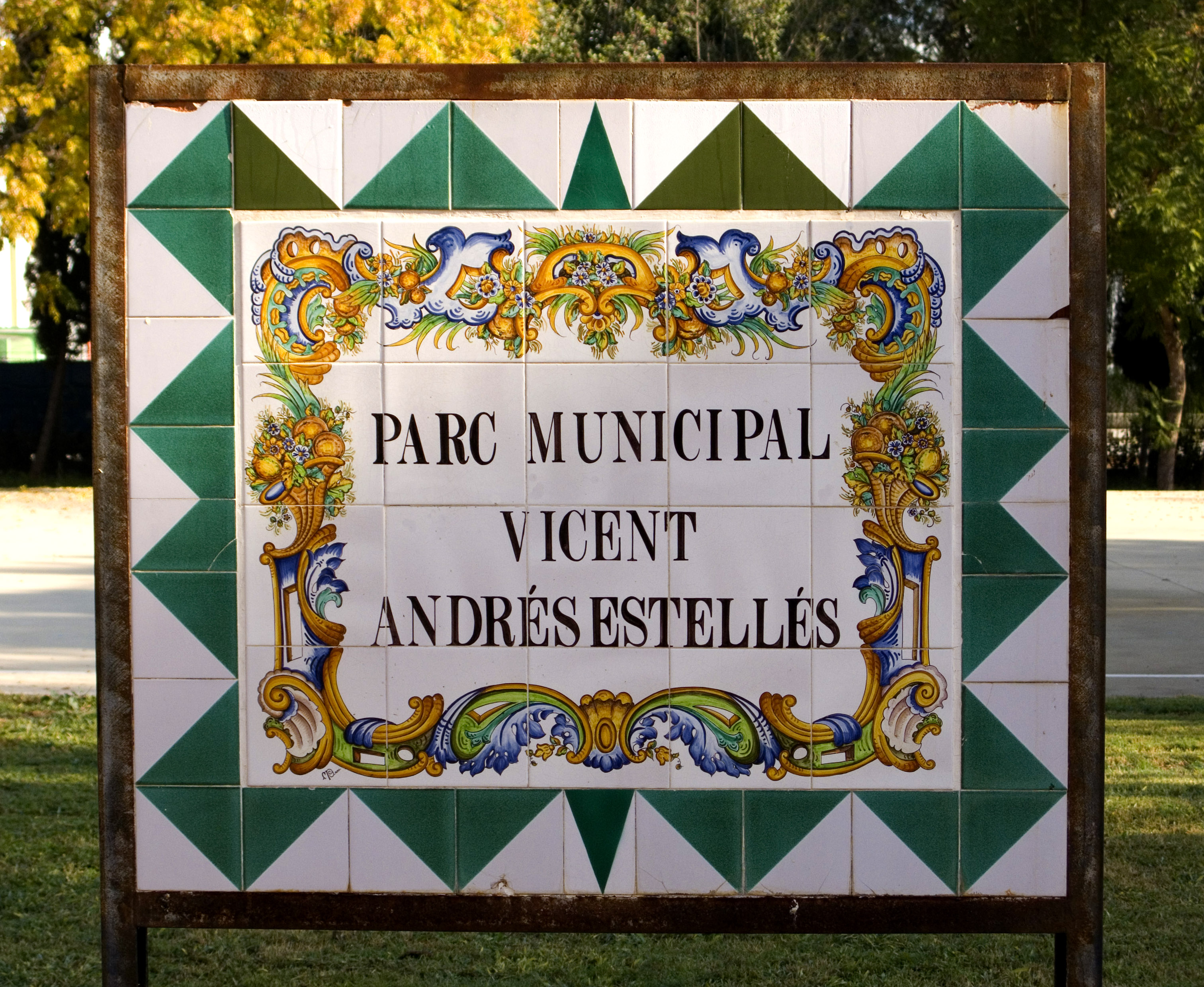
Parc Municipal Vicent Andrés Estellés
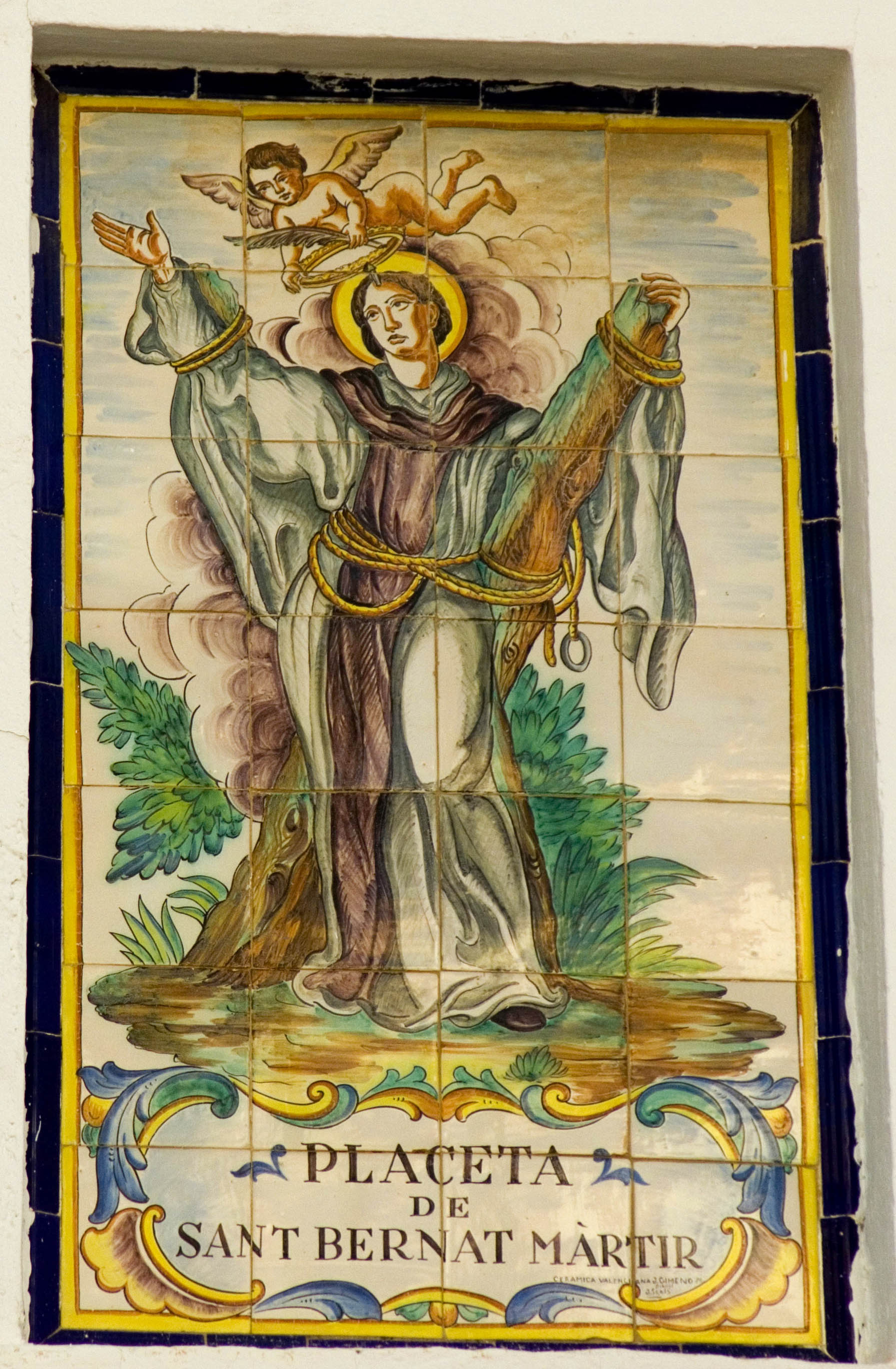
Placeta de Sant Bernat Màrtir
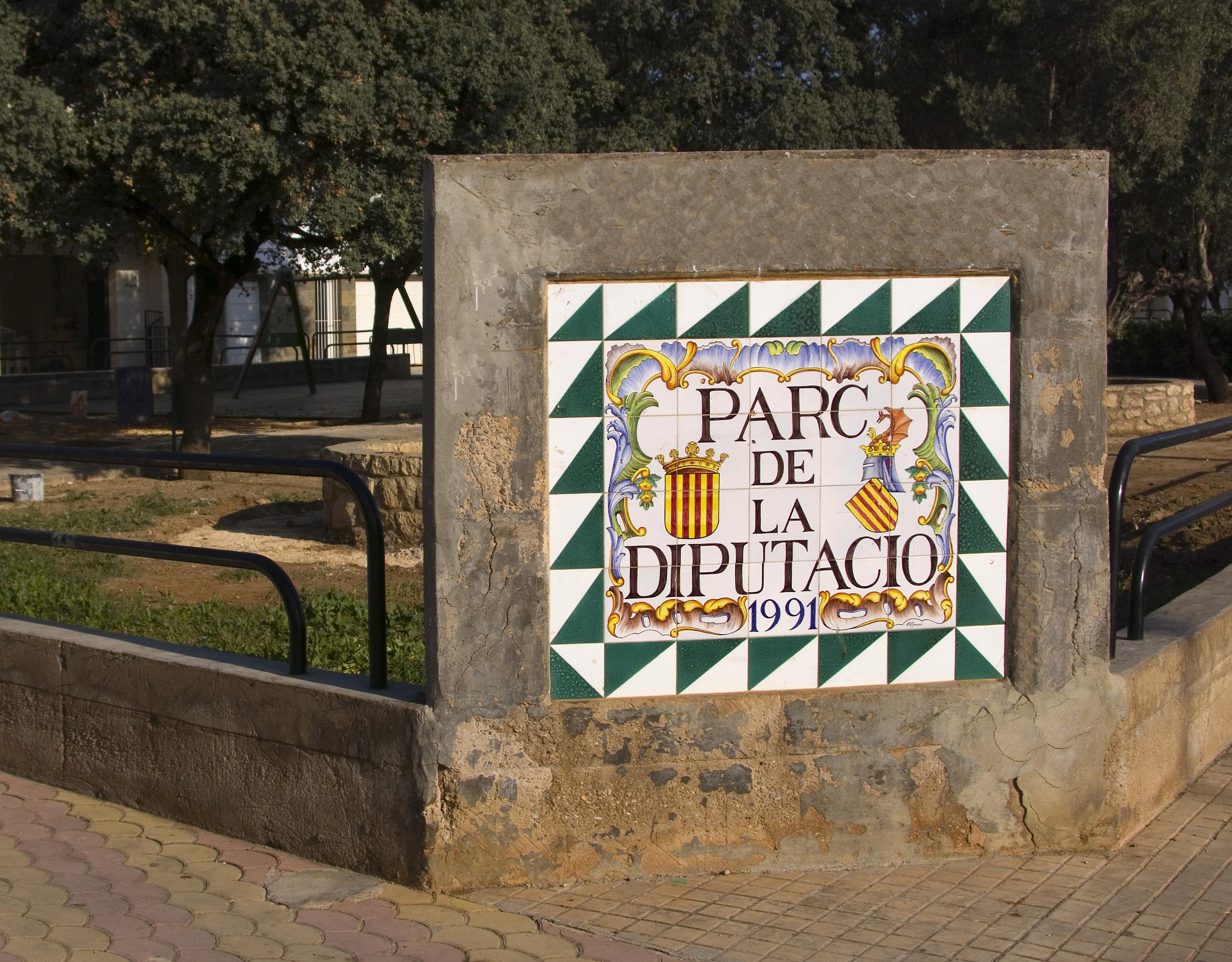
Parc de la Diputació
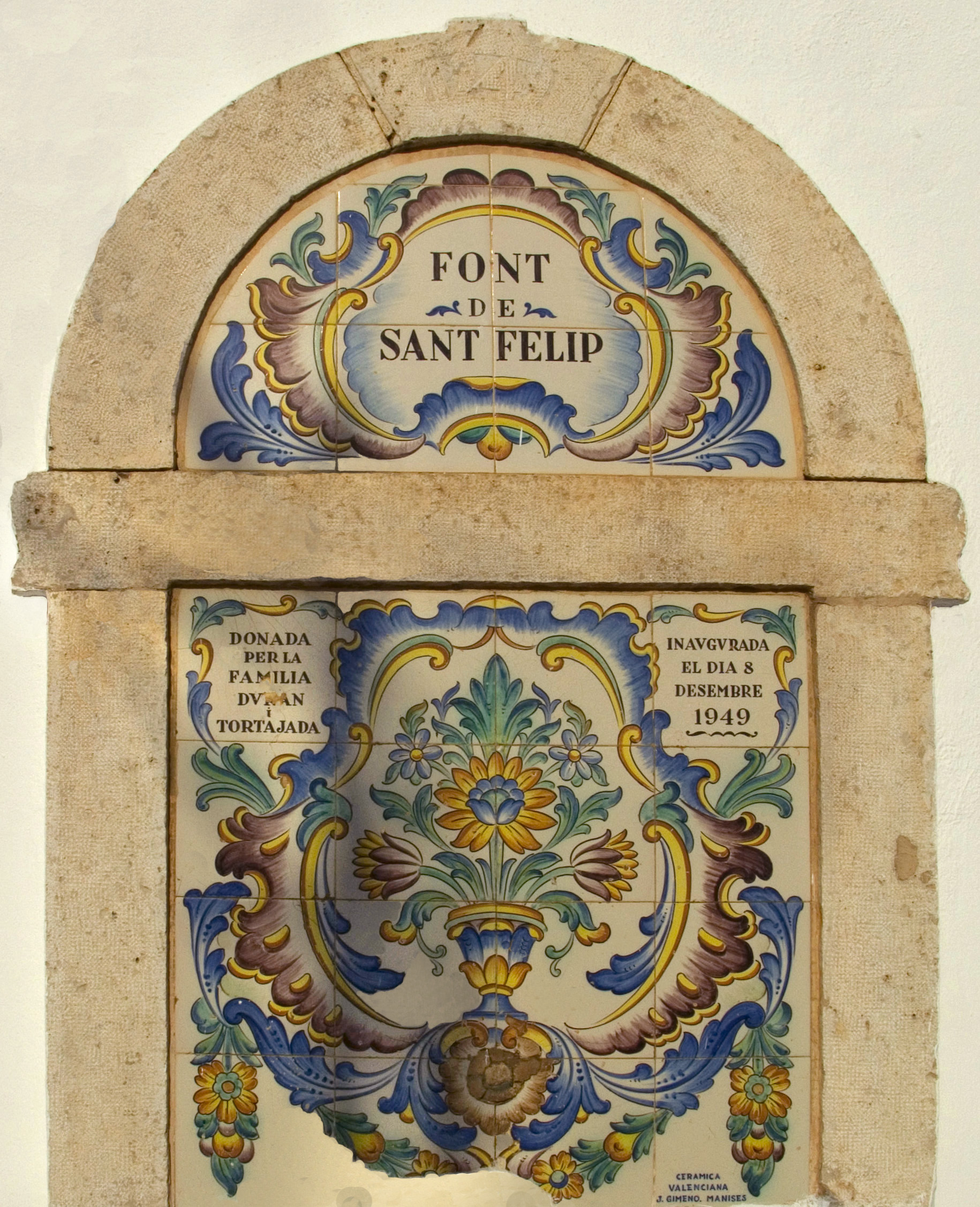
Font de Sant Felip